# Vanessa Gerbelli
Vannessa Gerbelli Ceroni (São Bernardo do Campo, 6 de agosto de 1973) é uma atriz e cantora brasileira. Conhecida por seu trabalho na televisão e no teatro musical, foi laureada ao longo de sua carreira de três décadas com várias premiações, incluindo um Prêmio Bibi Ferreira, um APTR e um Prêmio Qualidade Brasil, além de ter recebido indicação para um Prêmio Extra.
Gerbelli iniciou sua carreira no teatro amador, participando de inúmeras peças teatrais. Sua estreia profissional foi em Quixote (1993). Também desenvolveu trabalhos como cantora e mais tarde especializou-se em musicais no teatro, onde ganhou maior parte do reconhecimento de sua carreira. No entanto, foi na televisão em 2000 que ela conseguiu sua primeira notoriedade artística ao interpretar a vilã Lindinha em O Cravo e a Rosa. Em seguida, teve sucesso na televisão, teatro e cinema paralelamente.
No teatro, Gerbelli ainda se destacou nos musicais Turandot (1999), Cazas de Cazuza (2000), A Luta Secreta de Maria da Encarnação (2002), Emilinha e Marlene – As Rainhas do Rádio (2011), Quase Normal (2012), pelo qual foi eleita Melhor Atriz nos Prêmios Bibi Ferreira e APTR, e Forever Young (2019). No cinema, ela é mais conhecida por seus papéis em Carandiru (2003), As Mães de Chico Xavier (2011), Paixão e Acaso (2013), sendo eleita Melhor Atriz no Fest Cine Maringá, A Hora e a Vez de Augusto Matraga (2015) e Amor Assombrado (2019).
Na televisão, foi consagrada no papel de Fernanda em Mulheres Apaixonadas (2003), que lhe rendeu elogios da crítica e a reconheceu com o Melhores do Ano de Melhor Atriz Coadjuvante. Também se destacou nas novelas como a cômica Tancinha em Da Cor do Pecado (2004), a vilã Elza em Prova de Amor (2005), a protagonista Alice em Amor e Intrigas (2007), a sedutora Divina em Vidas em Jogo (2011), a desequilibrada Juliana de Em Família (2014), a destemida Marina em Sete Vidas (2015) e a desmemoriada Amália em Novo Mundo (2017), além das séries A História de Ester (2010), A Divisão (2020) e Maldivas (2022).

## Biografia

### Infância, juventude e formação
Nascida Vannessa Gerbelli Ceroni, vem de uma família de classe média de São Bernando do Campo, na Grande São Paulo. Seus bisavós maternos e paternos eram italianos. Sua família é muito expressiva na arte, sua mãe era pianista e professora de piano, seu avô era músico e seus tios artistas, incluindo a atriz Noemi Gerbelli, de quem é sobrinha paterna e sempre teve influência na vida artística. Seu pai, no entanto, era advogado e secretário jurídico da cidade. Desde cedo, Vanessa sempre foi interessada em artes cênicas e artes plásticas, realizando cursos de teatro durante sua infância e adolescência. Aos sete anos, participou de uma peça de teatro infantil. Aos quinze anos, já havia decidido que queria ser atriz. Após participar de uma banda musical de seu irmão, como cantora, começou a participar de espetáculos musicais pequenos.
Ao completar dezoito anos, em 1991, e já formada como atriz, tendo participado de algumas peças teatrais amadoras, mudou-se para a Capital Paulista sozinha em busca de melhores oportunidades profissionais. Estabelecida na cidade, em 1992, passou a atuar como cantora em espetáculos musicais nas peças de teatro que já trabalhava, iniciando em seguida sua carreira profissional. Paralelamente à carreira de atriz, ingressou no curso de Publicidade em um centro universitário, escolha que fez mais para agradar seu pai que desejava que ela tivesse uma formação profissional fora das artes. Em 1998, formou-se em bacharel de pintura pela Faculdade de Belas Artes de São Paulo, sendo essa uma de suas paixões.

## Carreira

### 1993–00: Primeiros trabalhos e estreia na televisão
Em 1993, fez sua estreia no teatro profissional em uma montagem do musical Quixote, sendo dirigida por Eliana Fonseca e presentando-se no Teatro FAAP em São Paulo. No mesmo ano, estrelou a comédia Hotel dos Amores. No entanto, despontou no musical Pocket Broadway, de Rodrigo Pitta, seu primeiro grande trabalho, onde deu vida a diversos personagens entre os anos de 1997 e 1998. O espetáculo, que fez sucesso na capital paulista no fim da década de 1990, é uma colagem de diversos musicais da Broadway onde o elenco se reveza em vários personagens. Após a repercussão da peça, estreou como protagonista no musical Turandot, dirigido por José Renato. Na peça, sua personagem é Turandot, uma mulher devassa e incontrolável, filha de um imperador chinês. Em 2000, atuou como Mia Barros no espetáculo musical Cazas de Cazuza, que remonta a vida do cantor Cazuza por meio de suas próprias canções. Seu trabalho no espetáculo lhe rendeu muitos elogios e a peça viajou por diversas cidades, proporcionado maiores projeções para sua carreira.
Durante uma temporada da peça Cazas de Cazuza em São Paulo, André Reis, então produtor da TV Globo, assistiu o espetáculo e se interessou pelo trabalho de Vannessa, a convidando para fazer um teste para a novela O Cravo e a Rosa, de Walcyr Carrasco. Inicialmente, realizou testes para a personagem Kiki (personagem de Rejane Arruda) com diversas outras atrizes. Foi aprovada na primeira etapa e viajou para o Rio de Janeiro para prosseguir com os testes. Na segunda etapa, realizada com os diretores da novela, ela logo foi aprovada e designada para o papel de Lindinha, marcando sua estreia na televisão. A novela fez muito sucesso e mudou completamente sua vida, a obrigando a se mudar para o Rio de Janeiro e deixar o musical Cazas de Cazuza. Sua personagem é uma das vilãs da trama, mora na fazenda de Petrucchio (Eduardo Moscovis), por quem é apaixonada e vive armando contra o seu casamento com Catarina (Adriana Esteves).

### 2001–05: Reconhecimento nacional
Em março de 2001, estrelou uma montagem de Eles não Usam Black-tie, como Maria. A peça, escrita por Gianfrancesco Guarnieri e considerada como um dos clássicos da dramaturgia nacional, expõe o conflito de um pai operário e seu filho alienado em meio a uma greve de trabalhadores. Sua personagem é uma operária que apoia a grave e namora o jovem alienado. Vanessa repetiu parceria em cena com Eduardo Moscovis, como seu par romântico, e Ana Lúcia Torre, com quem havia trabalhado em O Cravo e a Rosa. Na televisão, após o sucesso de sua novela de estreia, passou a ser recorrente em diversas produções. Em novembro de 2001, fez uma participação especial no episódio "A Quenga e o Delegado" do programa Brava Gente, no papel de "Sucena". Em fevereiro de 2002, entrou em cartaz no espetáculo musical A Luta Secreta de Maria da Encarnação, mais uma adaptação de um texto de Gianfrancesco Guarnieri. Na peça, ele deu vida à protagonista Maria da Encarnação em sua juventude e dividiu o papel com Suely Franco, atriz que a interpreta em uma fase mais velha.
Em 2002, voltou à televisão na pele da empregada doméstica Gonçala Pereira na novela Desejos de Mulher, de Euclydes Marinho. Em um papel secundário, sua personagem é funcionária da protagonista Júlia, interpretada por Glória Pires. Apesar de seu reconhecimento no teatro, Vanessa viria ganhar maior visibilidade ao interpretar Fernanda na novela das oito Mulheres Apaixonadas, de Manoel Carlos, produção de grande repercussão de 2003 da TV Globo. Na trama, sua personagem mantém um relacionamento secreto com Téo (Tony Ramos), o qual é casado com a protagonista Helena (Christiane Torloni), e juntos possuem uma filha, Salete (Bruna Marquezine). Esse trabalhou foi um dos highlights de sua carreira e a celebrizou nacionalmente, principalmente pelo desfecho da história de sua personagem, que envolve uma cena de tiroteio no Leblon que ficou marcada na teledramaturgia brasileira. Como Fernanda, Gerbelli teve sua atuação elogiada pela crítica e público, além de se reconhecida como Melhor Atriz Coadjuvante na premiação dos Melhores do Ano e receber uma indicação na mesma categoria do Prêmio Contigo! de TV, duas importantes premiações da televisão à época.
Em abril de 2003, apareceu no filme Carandiru, de Héctor Babenco, sua estreia no cinema, no papel de Célia. Em fevereiro de 2004, estrelou como Elmira a peça Tartufo, adaptação de Tônio Carvalho do texto de Molière. A peça, que é um texto cômico abordando relações humanas que envolvem religião, poder e ascensão social, ainda é estrelada por Eduardo Moscovis, Ana Lúcia Torre, Ernani Moraes e Leandra Leal. O ano de 2004 também foi bastante produtivo na televisão. Em janeiro, fez uma participação especial em Kubanacan, de Carlos Lombardi, no papel da guerrilheira Amapola, que se apaixona por Enrico (Vladimir Brichta). O fim de sua personagem na trama fez uma referência à morte de sua personagem em Mulheres Apaixonadas, tendo o mesmo fim trágico. Ainda em janeiro, foi escalada para a o papel de Tancinha na novela Da Cor do Pecado, de João Emanuel Carneiro. Sua personagem entra na trama já em andamento e se envolve com vidente Helinho (Matheus Nachtergaele) ao tentar entrar em contato com seu falecido marido.
No final de 2004, ainda apareceu em uma participação especial como Íris no episódio "Aquele das Termas" da série A Diarista e interpretou Rosa Adib na novela Cabocla. Sua personagem na novela é a filha de Felício (Sebastião Vasconcelos) e Generosa (Vera Holtz), que fugiu da cidade para viver com um turco e reaparece no final da trama para surpresa de todos. Em novembro de 2004, esteve na peça Orlando, adaptação de Bia Lessa estrelada por Betty Gofman no papel-título. Em 2005, fez participação especial no episódio "Homem de Família" da terceira temporada de Carga Pesada e interpretou novamente Célia na série Carandiru, Outras Histórias, adaptação do filme homônimo de 2003.

### 2005–13: Saída da TV Globo, contração pela RecordTV e protagonismo

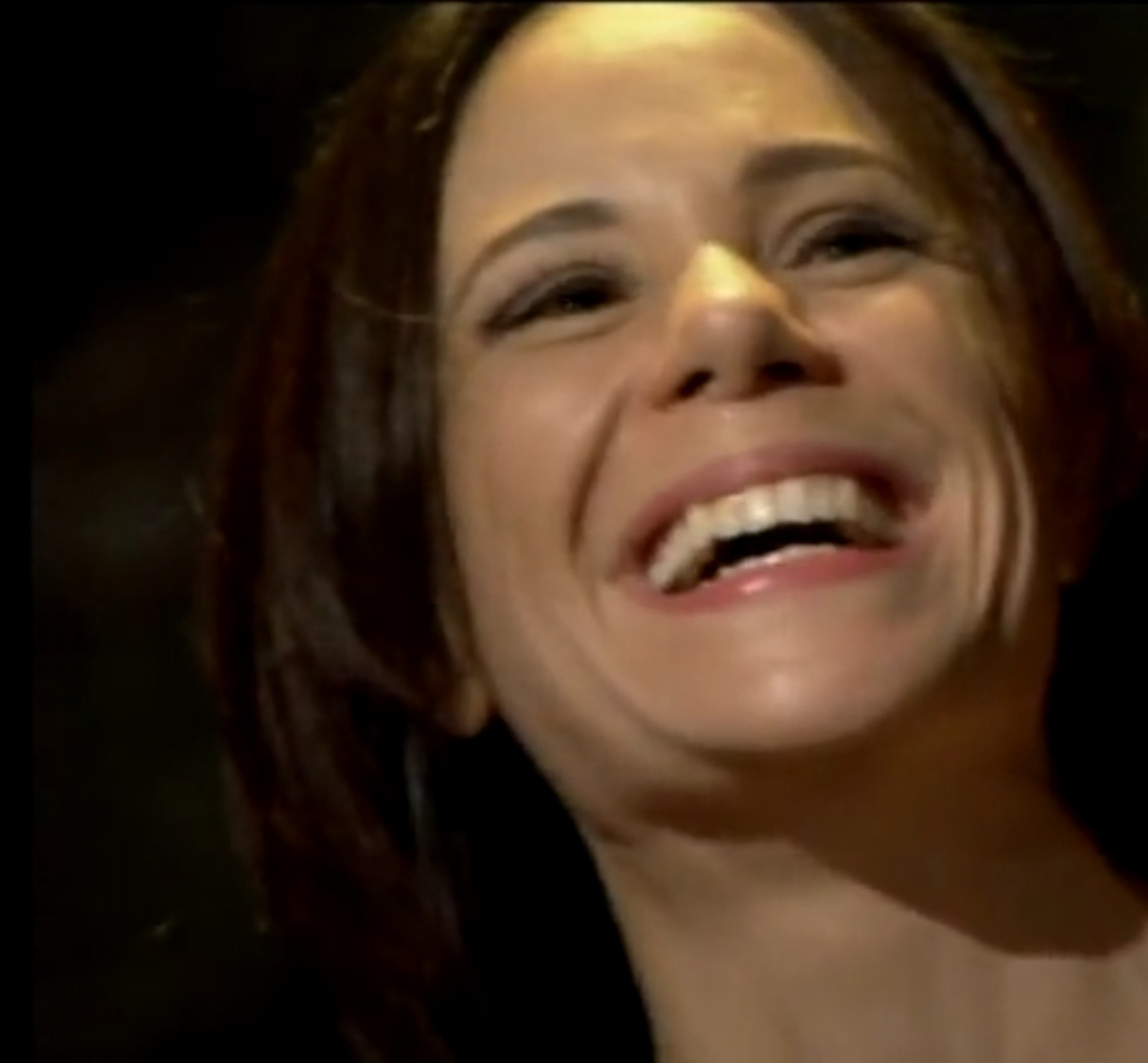
Gerbelli em 2013 no programa, da TV Brasil.

Após essa sequência de trabalhos e sucessos, a TV Globo não renovou o contrato da atriz em 2005 e ela seguiu novos caminhos em sua carreira. Em entrevista à revista IstoÉ na época, revelou ter ficado abalada com a demissão e que não esperava por isso. Com a saída da emissora carioca, assinou contrato com a RecordTV, canal estava restabelecendo sua produção de teledramaturgia à época. Em outubro de 2005, Gerbelli foi escalada para o papel da grande vilã Elza Socorro na novela Prova de Amor (2005), de Tiago Santiago, que também é estrelada por Lavínia Vlasak, Marcelo Serrado, Leonardo Vieira e Patrícia França. Em julho de 2006, volta aos palcos como a irreverente e aventureira Lady Laura Cheveley na peça Um Marido Ideal, texto original de Oscar Wilde que foi traduzido e adaptado por Miguel Falabella e Pierre Laville, respectivamente. Em novembro de 2007, apareceu no papel da psiquiatra Dra. Márcia no filme dramático Sem Controle, estrelado por Eduardo Moscovis e Milena Toscano.
Em outubro de 2007, foi escalada para a novela Amor e Intrigas, da RecordTV, fazendo sua estreia como protagonista na televisão no papel da mocinha Alice Pereira. Inicialmente, o papel era destinado para a atriz Juliana Silveira, no entanto ela pediu para a emissora um personagem mais leve, sendo remanejada para Luz do Sol, enquanto que Vanessa ficou com o papel principal da produção. Na trama, a qual também é estrelada por Luciano Szafir e Renata Dominguez, sua personagem é uma jovem generosa e sonhadora, que batalha para vencer na vida, ao passo que sua irmã Valquíria (Renata Dominguez) é uma jovem ambiciosa e calculista que não se conforma com a vida simples que tem e tomada pela ganância, dá um golpe, vendendo todas as máquinas da confecção de sua mãe viúva Dilma Pereira (Ângela Leal), fugindo em seguida. Alice então se destina a encontrar a irmã para vingar sua mãe.
Em agosto de 2008, apareceu em um participação como Dora no filme Os Desafinados, de Walter Lima Jr. Entre 2009 e 2010, atuou em As Meninas, peça de Maitê Proença e Luiz Carlos Góes, também estrelada por Sara Antunes e Patrícia Pinho nos papéis de duas garotas que trocam confidências sobre o corpo falecido da mãe de uma delas, papel este de Vanessa. Em 2008, foi convidada pelo diretor Alexandre Avancini para uma participação na série A Lei e o Crime, que estreou em 2009, onde interpretou Celeste Novaes. Em outubro de 2009, foi convidada para interpretar a vilã Zeres de Agague da minissérie A História de Ester, que viria a estrear em 3 março de 2010 na RecordTV. Para se preparar para a personagem, ela leu "As Mulheres da Bíblia", de Shlomo Aviner, e "A Jóia de Medina", de Sherry Jones. Sua personagem almeja se tornar rainha e para isso trama com seu marido, Hamã de Agague (Paulo Gorgulho), para destronar o rei da Pérsia. Sua performance foi elogiada e indicada ao Prêmio Qualidade Brasil de Melhor Atriz Coadjuvante de Minissérie. Ainda em 2010, participou do especial de fim ano Nascemos para Cantar.
Em 2011, protagonizou o filme As Mães de Chico Xavier, que também é estrelado por Nelson Xavier, Tainá Muller e Via Negromonte. O filme acompanha a trajetória de três mães em momentos distintos da vida que buscam no médium Chico Xavier (Nelson Xavier) um conforto espiritual. Sua personagem é Elisa, uma das três mães, a qual tenta suprir a ausência do marido dando total atenção ao filho pequeno. No teatro, encarnou a cantora Emilinha Borba no musical Emilinha e Marlene – As Rainhas do Rádio. O enredo segue uma suposta a rivalidade de Emilinha com a cantora Marlene, representada na peça pela atriz Solange Badim. O trabalho lhe rendeu sua segunda indicação ao Prêmio Qualidade Brasil, dessa vez como Melhor Atriz em Teatro Musical. Também em 2011, voltou à televisão como Divina na novela Vidas em Jogo, de Cristianne Fridman. Sua personagem é uma mulher sensual, casada com Severino (Paulo César Grande) e que mantém um relacionamento extraconjungal com Ernesto (Leonardo Vieira). Após o fim da novela, encerrou o contrato com a RecordTV depois de sete anos de trabalho.
Em 2012, foi aclamada pelo papel da dona de casa bipolar Diana Goodman no musical Quase Normal. O espetáculo, que teve adaptação e direção de Tadeu Aguiar, tem um tom denso e psicológico e acompanha os altos e baixos de Diana em meio a suas crises mascaradas pela alta quantidade de pílulas que ingere. Vanessa recebeu inúmeros elogios da crítica pela sua performance e ela foi reconhecida com os principais prêmios do teatro brasileiro, incluindo o Prêmio Bibi Ferreira, APTR e o Prêmio Qualidade Brasil.
Em 2013, recebeu os prêmios de Melhor Atriz pelos Fest Cine Maringá e Festival Brasil de Cinema Internacional por seu desempenho no filme Paixão e Acaso, de Domingos de Oliveira, onde interpreta a psicanalista Inês, uma mulher que é atormentada pelo fantasma de seu pai, Victor (Aderbal Freire Filho), que ainda conversa com ela, e acaba se apaixonando por dois de seus pacientes sem saber que eles são pai e filho.

### 2014–19: Volta à TV Globo, teatro e cinema
Em 2014, foi convidada para a novela das nove Em Família, de Manoel Carlos, obra que encerrou a carreira do escritor como autor de novelas. A trama marcou a volta da atriz à TV Globo após nove anos fora da emissora e também uma nova parceria com Manoel Carlos após Mulheres Apaixonadas, de 2003. Sua personagem é Juliana, uma mulher emocionalmente instável que não conseguiu ser mãe durante sua vida e cria uma obsessão pelo filho de sua empregada, Gorete (Carol Macedo). O desenvolvimento de sua personagem foi considerado um dos melhores da trama e Vanessa recebeu muitos elogios por sua interpretação, chegando a ter mais reconhecimento que o enredo dos protagonistas. Vanessa foi indicada como Melhor Atriz Coadjuvante nas premiações do Prêmio Extra de Televisão e Prêmio Quem.
Após o fim de Em Família, participou do talent show Dança dos Famosos no programa Domingão do Faustão, em 2014. No ano seguinte, foi escalada para a trama das seis Sete Vidas, de Lícia Manzo, no papel de Marina Bastos, uma mulher destemida que abandona sua graduação para viajar ao redor do mundo e ganha a vida fazendo guias e resenhas de viagem. Ela vive um amor de juventude com o protagonista Miguel (Domingos Montagner), disputando sua atenção com Lígia (Débora Bloch). Ainda em 2015, estreou o filme A Hora e a Vez de Augusto Matraga, o qual teve suas gravações ocorridas em 2011, onde interpreta Dinorá, esposa do fazendeiro Augusto Matraga (João Miguel). Em agosto de 2015, apareceu na vigésima terceira temporada de Malhação, como Ana, mãe do protagonista Rodrigo (Nicolas Prattes) que vive um casamento conflituoso com Miguel (Marcello Airoldi).

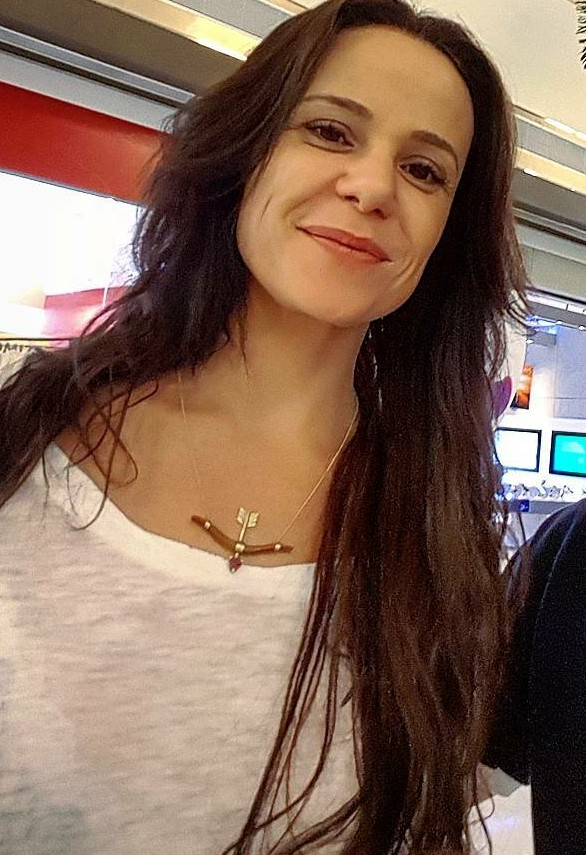
Gerbelli em 2017.

Em 2016, interpretou várias personagens no musical A Paixão Segundo Nelson – Uma Farsa Musical Brasileira. No ano seguinte, em 2017, entrou para o elenco da novela Novo Mundo, Thereza Falcão e Alessandro Marson. Na trama, interpreta Amália, uma portuguesa misteriosa que chega no Brasil sem memória e se aproxima de Dr. Peter (Caco Ciocler) para conseguir ajuda. Ainda em 2017, substitui a atriz Cláudia Ohana na versão carioca do musical Forever Young, onde assume uma caracterização irreconhecível de uma mulher de mais de 90 anos de idade. Protagonizou com Alessandra Verney o musical Do Outro Lado (2017), no papel de Silmara, uma mulher que está pagando por um crime que diz que não cometeu. Em 2018, reatou contrato com a RecordTV para atuar na novela bíblica Jesus, no papel da ambiciosa e manipuladora Herodíade. Devido aos preparativos de transplante de medula óssea que realizaria para seu pai, ela deixou o elenco da novela antecipadamente e sua personagem morreu na trama.
Em 2019, atuou na série policial A Divisão, do Globoplay, onde interpretou Raquel Couto, esposa do poderoso governador do Rio de Janeiro Venâncio Couto (Dalton Vigh). No cinema, fez uma participação especial no filme de comédia Socorro, Virei uma Garota! como Helena, a mãe da protagonista, e estrelou o drama Amor Assombrado, onde interpreta uma famosa escritora, Ana Clara, que sofre de esquizofrenia e vive em conflito com seus próprios contos, uma vez que eles se misturam com sua vida real desde a adolescência até sua fase adulta. No teatro, foi dirigida por Guilherme Piva na peça dramática Fim de Caso, que também é estrelada por Eriberto Leão e Isio Ghelman, onde interpreta Sarah Miles e vive um triângulo amoroso.

### 2020–presente: Trabalhos recentes
Em 2020, estreou a segunda temporada da série A Divisão, onde ela dá sequência à história da personagem Raquel Couto. No mesmo ano, reprisou a personagem na adaptação para cinema da série, intitulada A Divisão: O Filme, de Vicente Amorim. Em 2022, interpretou a misteriosa Patrícia Duque na série Maldivas, da Netflix. Na série, ela repetiu parceria de mãe e filha na ficção com a atriz Bruna Marquezine, depois do sucesso em Mulheres Apaixonadas em 2003. Em janeiro de 2022, liderou ao lado de Suely Franco e Cláudio Lins o espetáculo Copacabana Palace - O Musical, inspirado na história da família fundadora do hotel de luxo Copacabana Palace. Na trama, ela é Mariazinha Guinle em sua juventude, viúva do empresário Otávio Guinle que recebe uma proposta para a venda do hotel. E, pela segunda vez na carreira, Vanessa divide papel com Suely Franco em diferentes fases da vida, a primeira ocorreu em 2002 no musical A Luta Secreta de Maria da Encarnação. Em abril de 2022, foi confirmada no elenco do filme espírita Nosso Lar 2: Os Mensageiros, com estreia prevista para 2023.
Em janeiro de 2023, esteve em cartaz no monólogo Sombras no Final da Escadaria, com direção de Amir Haddad e texto do dramaturgo Luiz Carlos Góes, o último e ainda inédito de sua carreira. A trama é centrada na vida de uma atriz (papel desempenhado por Gerbelli) que está engajada em um projeto teatral em um Brasil que não valoriza a cultura e se questiona como prosseguir carreira após o fiasco de sua estreia nos teatros. Anteriormente, em 2020, Vanessa havia encenado a peça online devido a pandemia de COVID-19. Ainda em 2023, foi confirmada para a sétima temporada, intitulada "A Consequência", da novela Reis, da RecordTV, no papel de Hagite, a Rainha de Israel e Judá, personagem antes interpretado por Manuela do Monte.

## Vida pessoal

### Relacionamentos
Durante as gravações da novela Desejos de Mulher (2002), conheceu o diretor da TV Globo Vinícius Coimbra. Eles desenvolveram um relacionamento, que viria a se tornar um casamento mais tarde. A união durou seis anos, entre 2002 e 2008, e juntos tiveram um filho, Tito Gerbelli Ceroni Coimbra.
Em 2015, anunciou namoro com o ator Gabriel Falcão. O casal chamou atenção pelo fato de Gabriel ser 17 anos mais jovem que Vanessa. Em fevereiro de 2017, Vanessa anunciou o fim do relacionamento com o ator nos bastidores do programa Encontro. Desde 2017 namora com o ator Danilo Dal Farra

### Falecimentos do irmão e do pai
Em 17 de julho de 2018 a atriz perdeu seu irmão, Gian Gerbelli, vítima de um acidente de moto, na Rodovia Raposo Tavares, no estado de São Paulo. Em 10 de setembro de 2019 perdeu seu pai, Romeu Ceroni, que tinha 76 anos, vítima de leucemia. Em entrevistas revelou que sofreu muito, pois estava tudo acertado para que pudesse doar medula óssea para ele, mas não teve tempo. Também contou que o pai era muito humilde, e passou bastante dificuldade na vida, tanto financeira quanto emocional, pois seu pai não conheceu a própria mãe, que faleceu em seu parto, onde ele foi criado por suas tias.

## Teatro

Vanessa interpretou Emilinha Borba no musical Emilinha e Marlene: As Rainhas do Rádio em 2011.

| Ano     | Título                                                 | Papel                       | Direção                        | Ref.   |
| ------- | ------------------------------------------------------ | --------------------------- | ------------------------------ | ------ |
| 1993    | Quixote                                                | —                           | Eliana Fonseca                 | [ 7 ]  |
| 1993    | Hotel dos Amores                                       | Julieta                     |                                | [ 72 ] |
| 1997–98 | Pocket Broadway                                        | Vários Personagens          | Rodrigo Pitta                  | [ 8 ]  |
| 1999    | Turandot                                               | Turandot                    | José Renato Pécora             | [ 9 ]  |
| 2000    | Cazas de Cazuza                                        | Mia Barros                  | Rodrigo Pitta                  | [ 10 ] |
| 2001    | Eles não Usam Black-Tie                                | Maria                       | Marcus Vinícius Faustini       | [ 14 ] |
| 2002    | A Luta Secreta de Maria da Encarnação                  | Maria da Encarnação (jovem) | Marcus Vinícius Faustini       | [ 16 ] |
| 2004    | Tartufo                                                | Elmira                      | Tônio Carvalho                 | [ 20 ] |
| 2004    | Orlando                                                | Vários Personagens          | Bia Lessa                      | [ 25 ] |
| 2005    | Pedro e Domitila                                       | Domitila                    |                                |        |
| 2006    | Um Marido Ideal                                        | Lady Laura Cheveley         | Victor Garcia                  | [ 29 ] |
| 2009–10 | As Meninas                                             | Consuelo                    | Amir Haddad                    | [ 32 ] |
| 2011    | Emilinha e Marlene – As Rainhas do Rádio               | Emilinha Borba              | Antônio de Bonis               | [ 36 ] |
| 2012–13 | Quase Normal                                           | Diana Goodman               | Tadeu Aguiar                   | [ 73 ] |
| 2016    | A Paixão Segundo Nelson – Uma Farsa Musical Brasileira | Vários personagens          | Débora Dubois                  | [ 6 ]  |
| 2017    | Forever Young                                          | Paciente                    | Jarbas Homem de Mello          | [ 74 ] |
| 2017    | Do Outro Lado                                          | Silmara                     | Patricia Pinho                 | [ 52 ] |
| 2019    | Fim de Caso                                            | Sarah Miles                 | Guilherme Piva                 | [ 57 ] |
| 2020–23 | Sombras no Final da Escadaria                          | Atriz                       | Amir Haddad                    | [ 62 ] |
| 2022    | Copacabana Palace, o Musical                           | Mariazinha Guinle           | Gustavo Wabner e Sergio Módena | [ 60 ] |
| 2024    | Querido Evan Hansen                                    | Heidi Hansen                | Tadeu Aguiar                   |        |
| 2025    | Paixão de Cristo - Floriano-PI                         | Herodíade                   |                                |        |

## Filmografia

### Televisão
| Ano       | Título                       | Personagem                                        | Notas                             |
| --------- | ---------------------------- | ------------------------------------------------- | --------------------------------- |
| 2000      | O Cravo e a Rosa             | Lindinha de Oliveira                              |                                   |
| 2001      | Brava Gente                  | Açucena (Suçena)                                  | Episódio: "A Quenga e o Delegado" |
| 2002      | Desejos de Mulher            | Gonçala Pereira (Gongon)                          |                                   |
| 2003      | Mulheres Apaixonadas         | Fernanda Machado                                  |                                   |
| 2004      | Kubanacan                    | Amapola                                           | Episódios: "1–14 de janeiro"      |
| 2004      | Da Cor do Pecado             | Constância Oswaldina Ramirez (Tancinha) / Zuleide |                                   |
| 2004      | A Diarista                   | Iris / Sharon                                     | Episódio: "Aquele das Termas"     |
| 2004      | Cabocla                      | Rosa Oliveira Adib                                | Episódios: "17–18 de novembro"    |
| 2005      | Carga Pesada                 | Helena                                            | Episódio: "Homem de Família"      |
| 2005      | Carandiru, Outras Histórias  | Célia                                             | Episódio: "Vila Prudente"         |
| 2005      | Prova de Amor                | Elza Socorro Pereira                              |                                   |
| 2007      | Amor e Intrigas              | Alice Pereira                                     |                                   |
| 2009      | A Lei e o Crime              | Celeste Novaes                                    |                                   |
| 2010      | A História de Ester          | Zeres de Agague                                   |                                   |
| 2010      | Nascemos para Cantar         | Araci Lima                                        | Especial de fim de ano            |
| 2011      | Vidas em Jogo                | Divina Torres Bandeira                            |                                   |
| 2014      | Em Família                   | Juliana Proença Fernandes de Castro               |                                   |
| 2014      | Dança dos Famosos            | Participante                                      |                                   |
| 2015      | Sete Vidas                   | Marina Bastos                                     |                                   |
| 2015      | Malhação: Seu Lugar no Mundo | Ana Lúcia Alcântara                               |                                   |
| 2017      | Novo Mundo                   | Maria Amália Martinho                             |                                   |
| 2018      | Jesus                        | Herodíade                                         |                                   |
| 2019–2020 | A Divisão                    | Raquel Couto                                      | Original Globoplay                |
| 2022      | Maldivas                     | Patrícia Duque / Leia Lobato                      | Original Netflix                  |
| 2023      | Reis                         | Hagite, Rainha de Israel e Judá                   | Temporada: "A Consequência"       |

### Cinema
| Ano  | Título                            | Papel        |
| ---- | --------------------------------- | ------------ |
| 2003 | Carandiru                         | Célia        |
| 2007 | Sem Controle                      | Dra. Márcia  |
| 2008 | Os Desafinados                    | Dora         |
| 2011 | As Mães de Chico Xavier           | Elisa        |
| 2013 | Paixão e Acaso                    | Inês         |
| 2015 | A Hora e a Vez de Augusto Matraga | Dionóra      |
| 2019 | Socorro, Virei Uma Garota!        | Helena       |
| 2019 | Amor Assombrado                   | Ana Clara    |
| 2020 | A Divisão: O Filme                | Raquel Couto |
| 2024 | Nosso Lar 2: Os Mensageiros       | Amanda       |

## Prêmios e indicações
| Ano  | Prêmio                                  | Categoria                              | Nomeações                                | Resultado | Ref.   |
| ---- | --------------------------------------- | -------------------------------------- | ---------------------------------------- | --------- | ------ |
| 2000 | Prêmio TV Press                         | Atriz Revelação                        | O Cravo e a Rosa                         | Venceu    | [ 81 ] |
| 2003 | Melhores do Ano                         | Melhor Atriz Coadjuvante               | Mulheres Apaixonadas                     | Venceu    | [ 82 ] |
| 2004 | Prêmio Contigo! de TV                   | Melhor Atriz Coadjuvante               | Mulheres Apaixonadas                     | Indicada  | [ 83 ] |
| 2006 | Prêmio Contigo! de TV                   | Melhor Atriz Coadjuvante               | Prova de Amor                            | Indicada  | [ 84 ] |
| 2008 | Prêmio Contigo! de TV                   | Melhor Atriz                           | Amor e Intrigas                          | Indicada  | [ 85 ] |
| 2008 | Prêmio Contigo! de TV                   | Par Romântico (com Luciano Szafir)     | Amor e Intrigas                          | Indicada  | [ 85 ] |
| 2010 | Prêmio Qualidade Brasil                 | Melhor Atriz Coadjuvante de Minissérie | A História de Ester                      | Indicada  | [ 86 ] |
| 2012 | Prêmio Qualidade Brasil                 | Melhor Atriz                           | Emilinha e Marlene – As Rainhas do Rádio | Indicada  | [ 37 ] |
| 2013 | Festival de Cinema de Maringá           | Melhor Atriz                           | Paixão e Acaso                           | Venceu    | [ 87 ] |
| 2013 | Festival Brasil de Cinema Internacional | Melhor Atriz Principal                 | Paixão e Acaso                           | Venceu    | [ 88 ] |
| 2013 | Prêmio Bibi Ferreira                    | Melhor Atriz                           | Quase Normal                             | Venceu    | [ 40 ] |
| 2013 | Prêmio APTR de Teatro                   | Melhor Atriz                           | Quase Normal                             | Venceu    | [ 41 ] |
| 2013 | Prêmio Arte Qualidade Brasil            | Melhor Atriz de Teatro Musical         | Quase Normal                             | Venceu    | [ 42 ] |
| 2013 | Prêmio Quem de Teatro                   | Melhor Atriz de Teatro                 | Quase Normal                             | Indicada  | [ 89 ] |
| 2014 | Prêmio Extra de Televisão               | Melhor Atriz Coadjuvante               | Em Família                               | Indicada  | [ 46 ] |
| 2014 | Prêmio Quem de Televisão                | Melhor Atriz Coadjuvante               | Em Família                               | Indicada  | [ 90 ] |
| 2014 | Melhores do Ano NaTelinha               | Melhor Atriz                           | Em Família                               | Indicada  | [ 91 ] |
| 2016 | Troféu Nelson Rodrigues                 | Referência Nacional                    | Homenagem                                | Venceu    | [ 92 ] |
| 2017 | Prêmio Botequim Cultural                | Melhor Atriz Musical                   | Forever Young                            | Indicada  | [ 93 ] |
| 2017 | Prêmio Musical Cast                     | Melhor Atriz                           | Do Outro Lado                            | Indicada  | [ 94 ] |
| 2017 | Prêmio Destaque Imprensa Digital        | Destaque Atriz                         | Do Outro Lado                            | Indicada  | [ 95 ] |
| 2017 | Prêmio Destaque Imprensa Digital        | Destaque Roteiro                       | Do Outro Lado                            | Indicada  | [ 95 ] |
| 2017 | Prêmio Destaque Imprensa Digital        | Destaque Musical Brasileiro            | Do Outro Lado                            | Indicada  | [ 95 ] |
| 2020 | Festival Sesc Melhores Filmes           | Melhor Atriz Nacional                  | A Divisão                                | Indicada  | [ 96 ] |